# Eublemma iophaenna
Eublemma iophaenna is een vlinder uit de familie van de spinneruilen (Erebidae). De wetenschappelijke naam van deze soort is voor het eerst voorgesteld door Alfred Jefferis Turner in een publicatie uit 1920.
De soort komt voor in Australië (Queensland).